# Classificação de Segre
A classificação de Segre é uma classificação algébrica de tensores simétricos de grau dois. Os tipos resultantes são, em seguida, conhecidos como tipos de Segre. É mais comumente aplicado ao tensor de energia-momento (ou o tensor de Ricci) e encontra aplicação principalmente na classificação de soluções exatas em relatividade geral.